# Північно-Двінська водна система
Північно-Двінська водна система — водний шлях між сточищами річок Волга і Північна Двіна, що інтенсивно використовувався в XIX столітті. Містить Північно-Двінський канал.

## Будівництво
Дослідження з проектування проводилися з 1823 року в районі міста Кирилов, на заболоченому вододілі річок Шексна (сточище Волги) і Порозовиця (сточище Північної Двіни), на місці древнього волока.
Роботи розпочаті в 1825 році. Будівельники прорили Топорнинський канал (Шексна — озеро Сіверське), розширили та поглибили фарватер річок між вододільними озерами. Побудовано 12 шлюзів («Знаменитий» будував інженер В. Шишков, згодом відомий письменник).
Перепад висот 10 метрів. Загальна довжина шляху 134 км. Перші судна пройшли в 1828 р..

## Реконструкція
У 1860—1870 роках поглиблено і розширено канали, ліквідовано частину шлюзів: замість 12-ти їх стало 7.

## Значення
У початковий період існування водної системи по ній здійснювалося жваве судноплавство, що забезпечувало товарообіг між Архангельськом і Петербургом.
З будівництвом в 1897 році залізниці до Архангельська, а потім Біломорсько-Балтійського каналу, потреба у Північно-Двінській системі відсутня. Нині шлях використовується для туризму і місцевого перевезення лісу.

## Ресурси Інтернету
- Одна из старейших голубых магистралей России